# Le Paradoxe sexuel
Le Paradoxe sexuel (The Sexual Paradox en anglais) est un livre de Susan Pinker publié par Scribner en 2008. 
Pinker est une psychologue et chroniqueuse au Globe and Mail,. The Sexual Paradox a remporté en 2009 le prix annuel William James Book Award de l'American Psychological Association, un « Editor's Choice » du New York Times le qualifie d'un des « meilleurs livres » examinés par le Evening Standard.

## Citations
- « Si vous deviez prédire l'avenir sur la seule base des résultats scolaires... le monde serait un matriarcat » (cité dans la revue du New York Times d'Emily Bazelon.
- « L'énigme est la raison pour laquelle l'idée des différences entre les sexes continue d'être si controversée » (cité dans Bazelon)[1].

## Commentaires
- « Nous ne devrions pas souhaiter que les différences entre les sexes disparaissent car elles sont en contradiction avec le dogme féministe. Mais cela ne signifie pas que nous devrions nous contenter de la version réductionniste de la science pertinente, même si la complexité ne fait pas un ensemble aussi soigné entre les couvertures rigides » (Emily Bazelon, The New York Times[1],[pas clair].
- « Pinker soulève la question de savoir pourquoi les femmes peuvent ou non être autorisées à être égales aux hommes et en pose une autre : pourquoi diable les hommes deviennent-ils la norme ? Pourquoi les femmes devraient-elles avoir pour objectif de respecter la norme masculine? En soi, cela dénigre les femmes... Pinker ose affirmer que les femmes n'ont pas les mêmes préférences que les hommes et pourraient donc en fait choisir des voies différentes, sans y être forcées par le patriarcat » (Rebecca L. Burch, Psychologie évolutionniste[3].
- « [Pinker] fournit un résumé bien référencé des recherches psychologiques et des statistiques sociales les plus récentes dans un style joyeux. La publicité que le livre a reçu, cependant, découle moins de son style que de son message » (Anne Campbell, nouvelle scientifique[4].